# Gli angeli con la faccia sporca
Gli angeli con la faccia sporca (Angels with Dirty Faces) è un film del 1938 diretto da Michael Curtiz.

## Trama
Rocky Sullivan e Jerry Connolly sono due giovani ladruncoli di origine irlandese, cresciuti in un quartiere povero di New York. Un giorno vengono colti in flagrante dalla polizia mentre commettono un furto, ma Jerry, più veloce, riesce a scappare. Questo episodio spinge Jerry a farsi prete e a dedicarsi ai giovani del quartiere, per impedire che finiscano come Rocky. Questi, uscito dal riformatorio, inizia una carriera nella malavita che, in pochi anni, fa di lui uno dei gangster più temuti di New York. Ma è suo destino fare da capro espiatorio. Lo ritroviamo infatti, adulto, mentre esce in anticipo dal carcere dove ha scontato una pena per un reato commesso insieme alla sua banda. Egli non sa che frattanto i suoi complici si sono appropriati del suo denaro.
La sua uscita anticipata li coglie di sorpresa, ed essi prendono tempo. Frattanto Rocky torna nel quartiere natìo, dove ritrova l'amico Jerry e la bella Laury Ferguson, con la quale inizia un idillio. Padre Connolly è dapprima lieto di vederlo ma presto si rende conto che la presenza carismatica di Rocky affascina i ragazzi del quartiere e li allontana dalla religione, dal basket e da tutto ciò che lui ha fatto per tenerli lontani dalla delinquenza. Rocky riesce a riprendere il suo posto nell'organizzazione criminale, e Padre Connolly lancia una crociata contro la malavita e i suoi agganci politici. Così i complici di Rocky, a sua insaputa, decidono di uccidere Padre Connolly. Rocky scopre il loro piano, e per impedire loro di realizzarlo li uccide.
Asserragliato dalla polizia all'ultimo piano di un palazzo, Rocky viene infine arrestato e condannato a morte. Padre Connolly va a trovarlo in carcere e gli chiede di fare un gesto generoso: quello di morire da vigliacco, per distruggere la propria immagine carismatica agli occhi dei ragazzi, così che non lo seguano sulla strada che lo ha portato al braccio della morte. Rocky dapprima rifiuta per poi gridare e imprecare davanti alla sedia elettrica. I ragazzi leggono la notizia sui giornali e un mito crolla ai loro occhi.

## Distribuzione

### Edizione italiana
Poiché il doppiaggio italiano d'epoca eseguito dalla C.D.C. è andato perduto, il film fu ridoppiato dalla C.V.D. su dialoghi di Rosalba Oletta per la trasmissione sul Programma Nazionale il 23 giugno 1975 nel ciclo Humphrey Bogart: il fascino della solitudine. Non essendo disponibile nemmeno la colonna internazionale, il ridoppiaggio fu eseguito sostituendo musica ed effetti sonori presenti durante i dialoghi.

## Riconoscimenti
- Premi Oscar 1939:
  - Candidatura al miglior film;
  - Candidatura come miglior attore protagonista a James Cagney;
  - Candidatura per la miglior sceneggiatura originale.

- 2024:
  - è stato selezionato per la conservazione nel National Film Registry degli Stati Uniti dalla Biblioteca del Congresso come "culturalmente, storicamente o esteticamente significativo".